# Kršla
Kršla je bila zgrada osmanskog zatvora u Donjoj Tuzli.

## Povijest
Podignuta je 1850. godine, na mjestu prve zgrade donjotuzlanskog zatvora, čiji točan izgled nije poznat. Nalazila se na mjestu između Glazbene škole i bivšeg Doma zdravlja. U Kršli su kazne izdržavale osuđene osobe iz Tuzle i pobunjenici protiv osmanske vlasti iz bližih krajeva, poput Posavine i Semberije te njihovi jataci s Majevice odnosno ljudi izvan donjotuzlanskog kadiluka. Zatvor je imao veliko ognjište. Zatvorenici su na njemu pripravljali jelo od hrane koju su im donijele njihove obitelji. Za vrijeme velikih vjerskih blagdana poput Bajrama i Božića, zatvorenici su smjeli od građana primati darove u namirnicama. Kažnjenici osuđeni zbog lakših prekršaja smjeli su izaći iz zatvora. Dolaskom Austro-Ugarske, Kršla je pretvorena u konjušnicu. Godine 1905. Kršla je srušena, a na njenom je mjestu sagrađena Gimnazija. Kršla je korištena sve do konca 19. stoljeća i izgradnje novog Okružnog zatvora nazvanog po njemačkom projektantu Stocku. Zgrada Štok postoji i danas.